# Stenandrium scabrosum
Stenandrium scabrosum är en akantusväxtart. Stenandrium scabrosum ingår i släktet Stenandrium och familjen akantusväxter.

## Underarter
Arten delas in i följande underarter:
- S. s. punctatum
- S. s. scabrosum